# Nový Kostel
Nový Kostel (Duits: Neukirchen, Nederlands letterlijk: Nieuwe Kerk) is een gemeente in de Tsjechische regio Karlsbad. De gemeente ligt op 486 meter hoogte, ongeveer 15 kilometer ten noordoosten van Františkovy Lázně. Naast Nový Kostel zelf liggen ook de dorpen Božetín, Čižebná, Horka, Hrzín, Kopanina, Mlýnek en Spálená in de gemeente. In het dorp Spálená ligt het station Nový Kostel, die aan de spoorlijn tussen Cheb en Luby ligt.

Aš · 
Cheb · 
Dolní Žandov · 
Drmoul · 
Františkovy Lázně · 
Hazlov · 
Hranice · 
Krásná · 
Křižovatka · 
Lázně Kynžvart · 
Libá · 
Lipová · 
Luby · 
Mariënbad (Mariánské Lázně) · 
Milhostov · 
Milíkov · 
Mnichov · 
Nebanice · 
Nový Kostel · 
Odrava · 
Okrouhlá · 
Ovesné Kladruby · 
Plesná · 
Podhradí · 
Pomezí nad Ohří · 
Poustka · 
Prameny · 
Skalná · 
Stará Voda · 
Teplá · 
Trstěnice · 
Třebeň · 
Tři Sekery · 
Tuřany · 
Valy · 
Velká Hleďsebe · 
Velký Luh · 
Vlkovice · 
Vojtanov · 
Zádub-Závišín